# Верлин, Сергей Викторович
Сергей Викторович Верлин (род. 12 октября 1974, с. Масловка, Воронежская область) — советский, российский спортсмен, Заслуженный мастер спорта (1994, гребля на байдарках и каноэ), Заслуженный тренер России. Прошёл путь от спортсмена до главного тренера сборной команды России по гребле на байдарках и каноэ.
В октябре 2013 возглавил Сборную команду России по гребному спорту.

## Спортивная карьера
- бронзовый призёр Олимпийских игр 1996 года в Атланте (байдарка-четверка, 1000 м);
- пятикратный чемпион мира 1993—1999;
- серебряный призёр Чемпионатов мира 1995 и 1997 года (двойка и четверка 200 м.);
- бронзовый призёр Чемпионатов мира 1993 и 1997 года.

Тренировался под руководством Александра Владимировича Жданова (Воронеж).

## Образование
В 1991 году окончил воронежскую школу № 60. 1995 году окончил Воронежскую Академию физической культуры. В 2013 году окончил Российскую академию государственной службы при Президенте РФ. Защитил кандидатскую диссертацию в ФГБУ ФНЦ ВНИИФК (теория и методика спортивной тренировки, оздоровительной и адаптивной физической культуры).

## Тренерская работа
После окончания карьеры спортсмена работал старшим тренером СДЮСШОР № 6 г. Воронежа (2000—2002), тренером ГУОР г. Бронницы (2002—2003), старшим тренером молодёжной сборной команды России (2002—2004). С 2004 по сентябрь
2013 года — главный тренер сборной команды России по гребле на байдарках и каноэ.
Под руководством С. В. Верлина сборные команды России всех возрастов занимали самые высокие позиции на международной арене. На Играх ХХХ Олимпиады в Лондоне российскими гребцами на байдарках и каноэ были завоеваны 1 золотая и 2 бронзовых медали.
Результаты работы в 2013 г. — 1-е общекомандное место на Чемпионате Европы 2013 г. (5 золотых, 3 серебряных и 1 бронзовая), 3-е общекомандное место на Чемпионате Мира 2013 г. (4 золотых, 4 серебряных, 1 бронзовая).
С. В. Верлин организовывал и обеспечивал эффективную работу тренерского состава сборных команд России по гребле на байдарках и каноэ, вел работу по разработке и утверждению ЦКП, годовых планов подготовки, осуществлял контроль работы тренеров и специалистов, координировал работу коллектива сборной команды с учётом индивидуальных особенностей каждого тренера, осуществлял взаимодействие с органами власти в области спорта высших достижений.

## Награды
- Медаль ордена «За заслуги перед Отечеством» II степени (1997) и I степени (2011).

## Карьера
С 9 апреля 2014 года является директором государственного училища (техникума) олимпийского резерва г. Бронницы Московской области.